# Соната для фортепіано № 18 (Бетховен)
Соната для фортепіано № 18 Л. ван Бетховена мі-бемоль мажор, op. 31 № 3, написана 1802 року. Це остання соната Бетховена, в якій як одна з частин використаний менует, і остання за винятком сонат № 28 і 29, що містить більше трьох частин.
Складається з 4-х частин:
1. Allegro
2. Scherzo: Allegretto vivace
3. Menuetto: Moderato e grazioso
4. Presto con fuoco